# Minara pardalina
Minara pardalina är en fjärilsart som beskrevs av Walker 1856. Minara pardalina ingår i släktet Minara och familjen tandspinnare. Inga underarter finns listade i Catalogue of Life.